# Ж'яр (округ Ревуца)
Ж'яр (словац. Žiar) — село в Словаччині у складі Банськобистрицького краю. Площа села 5 км². Станом на 31 грудня 2017 року в селі проживало 137 жителів.

## Історія
Перші згадки про село датуються 1324 роком.

## Населення
| Рік:            | 1994. | 2004.    | 2014.   | 2024.    |
| --------------- | ----- | -------- | ------- | -------- |
| Кількість осіб: | 179   | 150      | 148     | 110      |
| Різниця:        |       | -16,20 % | -1,33 % | -25,67 % |

| Рік:            | 2023. | 2024.   |
| --------------- | ----- | ------- |
| Кількість осіб: | 101   | 110     |
| Різниця:        |       | +8,91 % |